# Ахметова, Роза Самигулловна
Ро́за Самигу́лловна Ахме́това (баш. Әхмәтова Роза Сәмиғулла ҡыҙы; род. 13 февраля 1924 года с. Габбасово Башкирская АССР — 16 января 2009 года, Уфа) — инженер-технолог. Кандидат технических наук (1967). Заслуженный деятель науки и техники Башкирской АССР, кавалер ордена Трудового Красного Знамени.

## Биография
Роза Ахметова родилась 13 февраля 1924 года в селе Габбасово Зилаирского кантона Башкирской АССР. 
В 1949 году окончила Львовский политехнический институт. По специальности инженер-технолог. Степень кандидата технических наук получила в 1967 году. 
В 1949–1986 годах работала в Башкирском НИИ нефтепереработки. 1978—1986 годах заведовала отделом Башкирского научно-исследовательского института по переработке нефти.
Оказывала практическую помощь нефтеперерабатывающим заводам отрасли, потребителям битума в создании его производства. Участвовала в налаживании битумного производства в Болгарии, Индии, Кубе и др. Под ее руководством проведены комплексные исследования физико-химических свойств битума, нефтей и остаточных продуктов их переработки как сырья для получения битумов; выполнены привязки технологии производства битума к качеству сырья; разработаны и выданы рекомендации для проектирования новых и реконструкции существующих битумных установок, рекомендации по производству битумов улучшенного качества; разработаны и внедрены ГОСТы и ТУ на битумы различного назначения. 
Автор около 90 печатных работ, 7 научных изобретений.
Умерла 16 января 2009 года в г. Уфе.

## Семья
Муж Ахметов Фарит Галеевич (1926 г.р.)— инженер-технолог, был заместителем директора УНПЗ (ОАО «Уфанефтехим»); секретарем Уфимского ГК КПСС по промышленности, Кавалер орденов Трудового Красного Знамени (1971), «Знак Почета» (1976).  
Сын Ахметов Арслан Фаритович (1948 г.р.)

## Премии и награды
- Заслуженный деятель науки и техники Башкирской АССР (1981)
- Орден Трудового Красного Знамени (1971)

## Труды
- Современное состояние производства и пути повышения качества битумов различного назначения [Текст] / Р.С. Ахметова, В.В. Фрязинов, И.А. Чернобривенко. - Москва : ЦНИИТЭнефтехим, 1979. - 53 с.; 20 см.
- Производство нефтебитумов в СССР и за рубежом [Текст] / Р. С. Ахметова, Р. Х. Салимгареев. - Москва : [б. и.], 1973. - 54 с.; 20 см.
- Получение дорожных битумов улучшенных качеств [Текст] / Выставка достижений нар. хозяйства СССР. Гос. ком. нефтеперерабатывающей и нефтехим. пром-сти при Госплане СССР. - [Уфа] : [б. и.], [1965]. - 7 с., включ. обл. : черт.; 20 см./ Р. С. Ахметова
- Ахметова Р. С., Фрязинов В. В., Торбеева Л. Р. Дорожные битумы нефтеперерабатывающих заводов СССР и современные требования, предъявляемые к их качеству [Текст] // Высокосернистые нефти и проблемы их переработки : [Сборник статей] / [Пред. ред. совета А. С. Эйгенсон]. — М. : Химия, 1968. — 294 с. — (Труды/ Башк. науч.-исслед. ин-т по переработке нефти "БашНИИ НП" ; вып. 8).
- Ахметова Р. С., Фрязинов В. В. Классификация нефтей по их пригодности для производства битумов [Текст] // Высокосернистые нефти и проблемы их переработки : [Сборник статей] / [Пред. ред. совета А. С. Эйгенсон]. — М. : Химия, 1968. — С. 167—170. — 294 с. — (Труды/ Башк. науч.-исслед. ин-т по переработке нефти "БашНИИ НП" ; вып. 8).
- Ахметова Р. С., Фрязинов В. В. Технология получения дорожных битумов из нефтей различных групп [Текст] // Высокосернистые нефти и проблемы их переработки : [Сборник статей] / [Пред. ред. совета А. С. Эйгенсон]. — М. : Химия, 1968. — С. 170—181. — 294 с. — (Труды/ Башк. науч.-исслед. ин-т по переработке нефти "БашНИИ НП" ; вып. 8).
- Ахметова Р. С., Глозман Е. П. Определение группового состава битумов [Текст] // Высокосернистые нефти и проблемы их переработки : [Сборник статей] / [Пред. ред. совета А. С. Эйгенсон]. — М. : Химия, 1968. — С. 170—181. — 294 с. — (Труды/ Башк. науч.-исслед. ин-т по переработке нефти "БашНИИ НП" ; вып. 8).
- Glozman E.P., Akhmetova R.S.// Chemical composition of bitumen components (1970). Chemistry and Technology of Fuels and Oils, 6 (5) , pp. 364-367.